# Groupe GCA - Mille et un sourires
Groupe GCA - Mille et Un Sourires est un voilier trimaran de 50 pieds conçu pour la course au large. Il fait partie de la classe Ocean Fifty.
Mis à l'eau sous le nom de Crêpes Whaou!, il prend les couleurs de FenêtréA-Cardinal de 2012 à 2014 puis en 2016, de FenêtréA-Prysmian en 2015 et de FenêtréA-Mix Buffet de 2017 à 2018.
Il est skippé par Gilles Lamiré sous le nom de Groupe GCA - Mille et Un Sourires depuis 2019.

## Historique

### Crêpes Whaou!

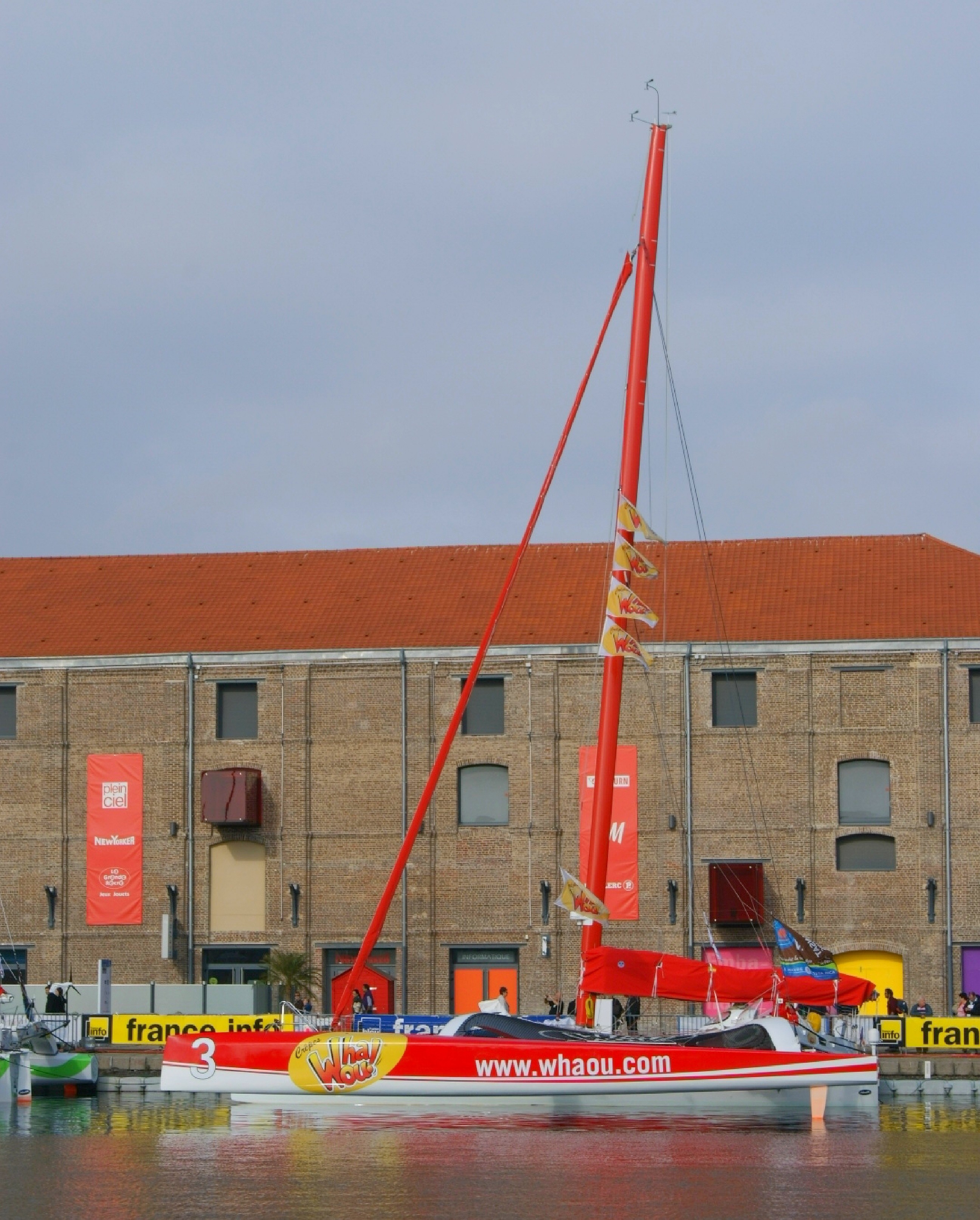
Crêpes Wahou! à quai dans le port du Havre quelques jours avant le départ de la Transat Jacques Vabre.

Baptisé Crêpes Whaou!, troisième du nom, il est mis à l'eau le 12 août 2009. Soutenu par le groupe Crêpes Whaou, il est skippé par Franck-Yves Escoffier.
Pour sa première course le trimaran remporte le Trophée Malo,.
Quelques mois plus tard, le skipper malouin prend le départ de la Transat Jacques Vabre aux côtés d'Erwan Le Roux. Le duo arrive premier le 24 novembre à Puerto Limon,.
En 2010, le trimaran et son équipage remportent le Trophée Prince de Bretagne - Côtes d'Armor,, le challenge de Port-Médoc et le Trophée du port de Fécamp.
Lors de la neuvième édition de la Route du Rhum, Franck Escoffier est contraint à l'abandon à la suite de la perte de l'étrave de la coque centrale du trimaran,.
En 2011, après sa réparation, le trimaran participe et remporte le Grand Prix Guyader, l'Armen Race, et le Trophée Prince de Bretagne - Côtes d'Armor.
Lors de l'édition 2011 de la Transat Jacques Vabre, le trimaran skippé par Antoine Koch et Franck-Yves Escoffier est contraint à l'abandon à la suite de la blessure de ce dernier,.

### FenêtréA-Cardinal (FenêtréA-Prysmian/FenêtréA-Mix Buffet)
En 2012, le trimaran est racheté par FenêtréA-Cardinal et confié à Erwan Le Roux'.
La même année, aux commandes du trimaran, le skipper morbihannais remporte le Grand Prix de Douarnenez, la Transat Québec-Saint-Malo, et le Trophée du port de Fécamp,.
En 2013, le trimaran remporte le Trophée Prince de Bretagne - Côtes d'Armor et le Trophée du Port de Fécamp,.
Pour la onzième édition de la Transat Jacques Vabre, le multicoque skippé par Erwan Le Roux et Yann Eliès arrive premier au classement des Multi 50,.
En 2014, le multicoque remporte le Grand Prix de Douarnenez et le Trophée du Port de Fécamp. En novembre, Erwan Le Roux à la barre du trimaran remporte la Route du Rhum dans la catégorie Multi 50.
En avril 2015, après un chantier de rénovation, le trimaran et remis à l'eau sous les couleurs de FenêtréA-Prysmian.
Quelques semaines plus tard, le multicoque enchaine les victoires sur le Grand Prix de Douarnenez, l'Armen Race, le Grand Prix de Las Palmas Gran Canaria et le Trophée Prince de Bretagne.
En novembre 2015, le duo Erwan Le Roux - Giancarlo Pedote remporte la Transat Jacques Vabre,.
En 2016, le multicoque de nouveau sous les couleurs de FenêtréA-Cardinal est victime d'une avarie sur son flotteur bâbord lors de la Transat anglaise contraignant Erwan Le Roux à abandonner,.
Courant 2017, le trimaran subit un chantier de rénovation, se voit notamment équipé de foils et est remise à l'eau sous les couleurs de FenêtréA-Mix Buffet,,.
Il remporte la même année le Grand Prix Guyader, le record SNSM et le Trophée des Multicoques – Baie de Saint-Brieuc.
Pour la Transat Jacques Vabre, Erwan Le Roux prend le départ avec Vincent Riou, le duo arrive à la seconde place à Salvador de Bahia.
Début 2018, le trimaran repasse par la case chantier, il reçoit à cette occasion une nouvelle dérive, son mât et sa cabine de protection sont revus et un système anti-chavirage est mis en place.
Après sa mise à l'eau, le multicoque participe et remporte le Grand Prix de l'École Navaleet le Trophée des Multicoques.
Victimes d'une voie d'eau peu après le départ et de problèmes de pilotes automatique et d'électronique par la suite, Erwan Le Roux et son multicoque franchissent tout de même la ligne d'arrivée de la Route du Rhum à le seconde position.

### Groupe GCA - Mille et Un sourires
En avril 2019, le trimaran est racheté par le groupe GCA qui le confie à Gilles Lamiré,.
En novembre de la même année, le skipper breton prend le départ de la Transat Jacques Vabre aux côtés d'Antoine Carpentier. Le duo remporte la victoire à l'arrivée à Salvador de Bahia,. Lors de l'édition suivante, c'est Yvan Bourgnon qui embarque avec Gilles Lamiré. Le multicoque arrive en 6e position à Fort-de-France.
Début 2022, le multicoque et son équipage arrivent à la 3e place de la RORC Caribbean 600 dans la classe MOCRA. En mars, le trimaran bat le record du tour de la Martinique en effectuant le tour de l'île en 5 heures 59 minutes et 10 secondes,.
Le premier jour du Pro Sailing Tour, le trimaran subit dégâts au flotteur bâbord à la suite d'une collision avec Primonial.
Le 7 juillet 2022, quelques mois avant la Route du Rhum, le multicoque démâte lors de la dernière épreuve du Pro Sailing Tour,.

## Palmarès

### 2009-2012:Crêpes Whaou!
- 2009 :
  - 1er du Trophée Saint Malo
  - 1er du Trophée du port de Fécamp
  - 2e du Trophée des multicoques
  - 1er de la Transat Jacques Vabre
- 2010 :
  - 2e du Grand Prix de Douarnenez
  - 2e du Vendée - Saint Petersbourg
  - 1er du Trophée Prince de Bretagne - Côtes d'Armor
  - 1er du challenge de Port Médoc
  - 1er du Trophée du port de Fécamp
- 2011 :
  - 1er du Grand Prix Guyader
  - 2e du Tour de Belle Isle
  - 1er de l'ArMen Race
  - 1er du Trophée Prince de Bretagne - Côtes d'Armor
  - 2e du Trophée du port de Fécamp

### 2012-2018:FenêtréA-Cardinal (FenêtréA-Prysmian/FenêtréA-Mix Buffet)
- 2012 :
  - 7e du Tour de Belle Isle

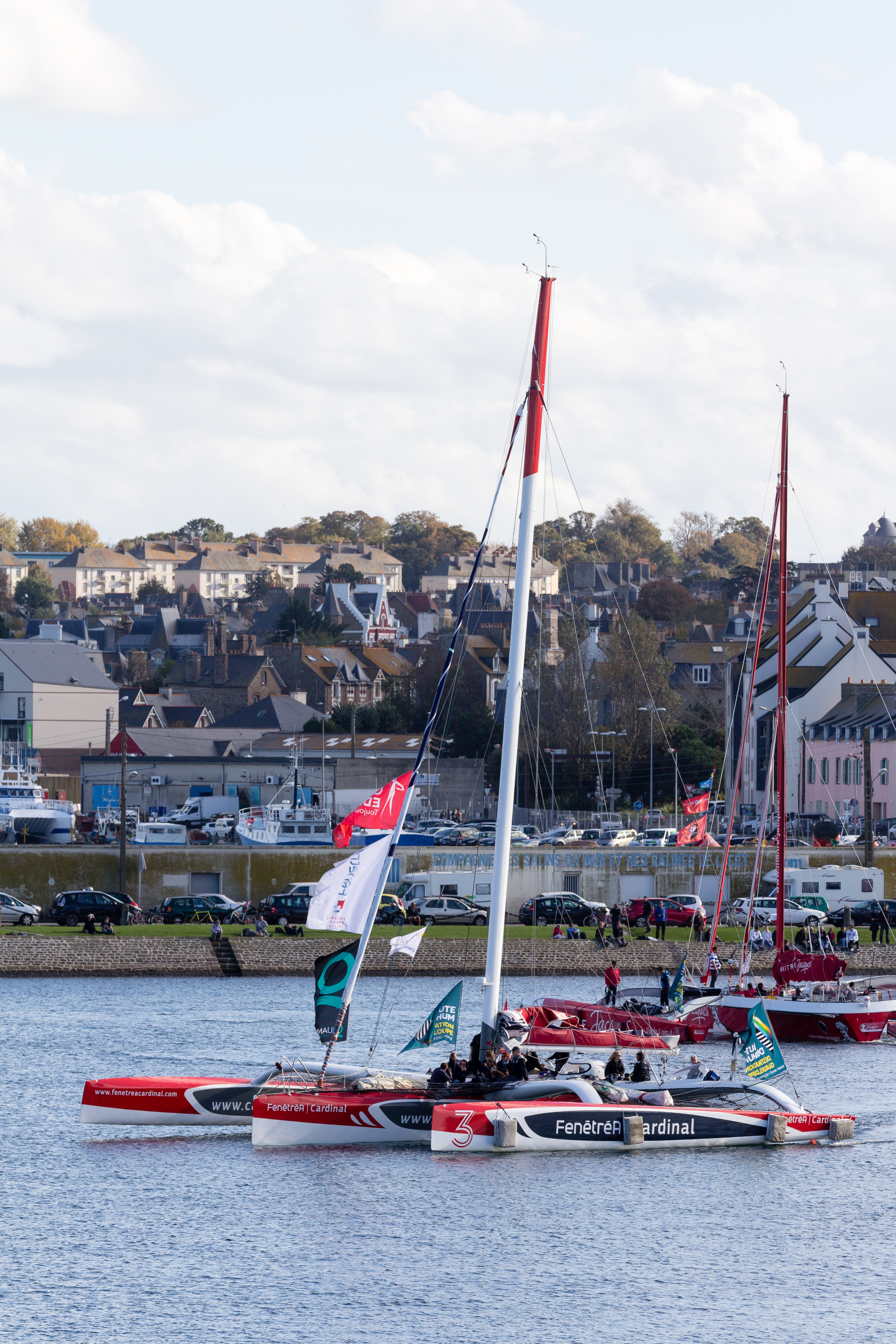
FenêtréA Cardinal au départ de la Route du Rhum.

  - 1er du Grand Prix de Douarnenez
  - 7e de l'ArMen Race
  - 1er de la Transat Québec - Saint Malo
  - 2e du Trophée Prince de Bretagne- Côte d'Armor
  - 1er du Trophée du port de Fécamp
- 2013 :
  - 2e de la Route des Princes
  - 5e du Trophée Prince de Bretagne - Côtes d'Armor
  - 1er du Trophée du port de Fécamp
  - 1er de la Transat Jacques VabreFenêtréA Cardinal au départ de la Route du Rhum.
- 2014 :
  - 1er du Grand Prix de Douarnenez
  - 2e de l'ArMen Race
  - 1er du Trophée Prince de Bretagne - Côtes d'Armor
  - 1er de la Route du Rhum
- 2015 :
  - 1er du Grand Prix de Douarnenez
  - 6e du Tour de Belle Isle
  - 1er de l'ArMen Race
  - 1er du Grand Prix de Las Palmas Gran Canaria
  - 1er du Trophée Prince de Bretagne - Côtes d'Armor
  - 1er de la Transat Jacques Vabre
- 2017 :
  - 4e du Tour de Belle Isle
  - 1er du Grand Prix Guyader
  - 2e de l'ArMen Race
  - 1er du Record SNSM
  - 1er du Trophée des Multicoques – Baie de Saint-Brieuc
  - 2e de la Transat Jacques Vabre
- 2018:
  - 2e du Grand Prix Guyader
  - 1er du Grand Prix de l'École Navale
  - 1er du Trophée des Multicoques
  - 2e de la Route du Rhum

### Depuis 2019:Groupe GCA - Mille et Un Sourires
- Groupe GCA - Mille et un Sourires en mer en 2019.2019 :

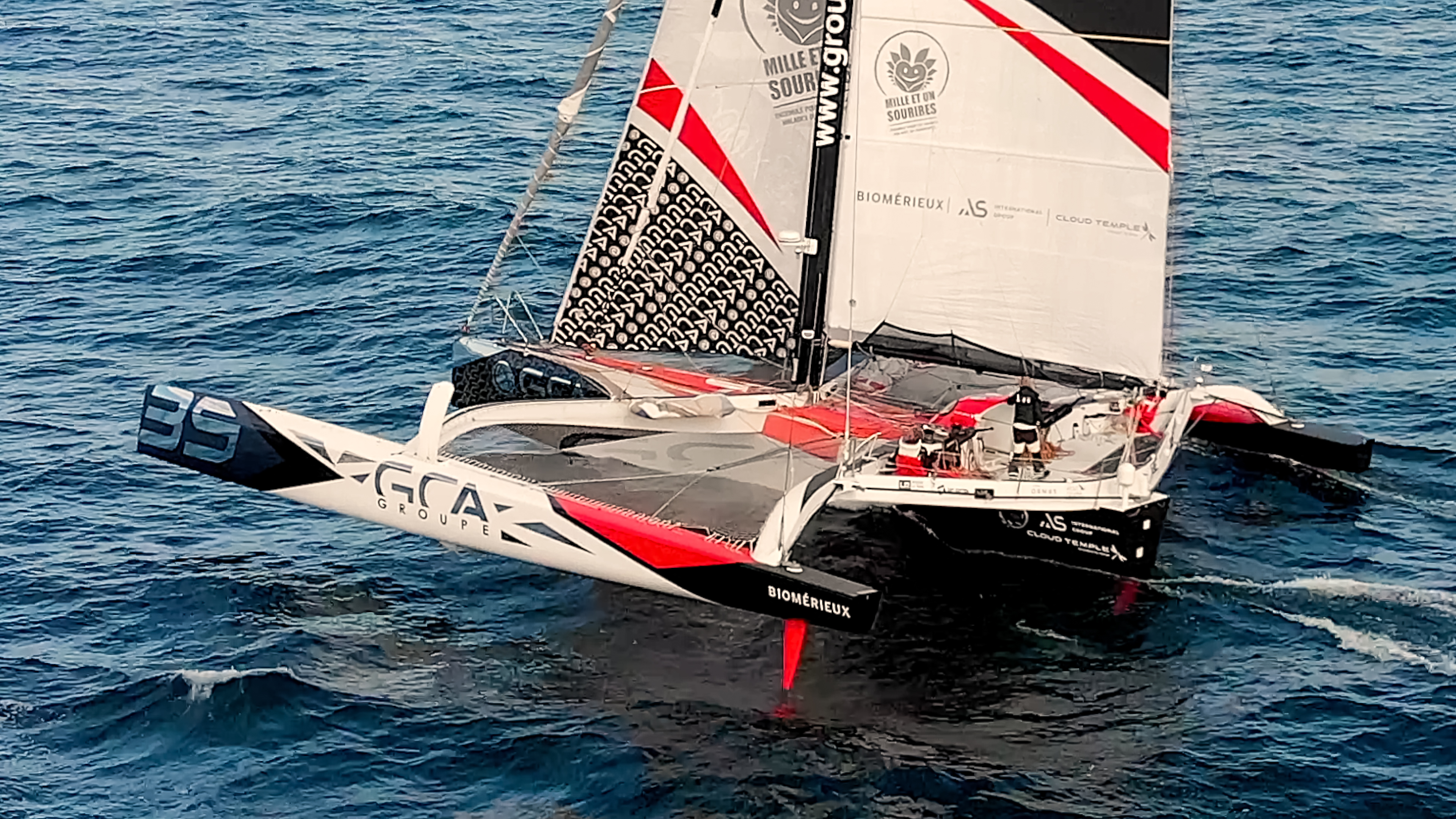
Groupe GCA - Mille et un Sourires en mer en 2019.

  - vainqueur de la Transat Jacques Vabre
- 2021 :
  - 6e de la Transat Jacques Vabre
- 2022 :
  - 3e de la RORC Caribbean 60